# Gerhard Wihlborg
Gerhard Wihlborg, född 23 april 1897 i Löderup, Kristianstads län, död 4 november 1982 i Ystad, var en svensk målare, tecknare och grafiker.
Han var son till lantbrukaren Anders Wihlborg och Mette Göransson och gift första gången 1931 med Olga Isberg och andra gången från 1946 med läraren Klara Svensson. Han utbildade sig först till yrkesmålare 1912 och fortsatte därefter studierna i dekorationsmåleri för Filip Månsson vid Tekniska skolan 1916 under studietiden väcktes hans intresse för konst och som en förberedelse för högre konststudier studerade han vid Althins målarskola 1917 innan han fortsatte sin utbildning vid Kungliga konsthögskolan 1917–1923 där han 1921 belönades med kanslermedaljen. Under sin studietid vid konsthögskolan deltog han även i Axel Tallbergs etsningsskola vid Konstakademin. Efter en studieresa till Italien 1921 började han ställa ut tillsammans med Skånes konstförening men hans genombrott som konstnär kom först med den egna separatutställningen på Anderbergs konsthandel i Malmö 1923.
Under det tidigare tjugotalet arbetade Wihlborg med en färgskala och ett manér som leder tankarna till de gamla holländska mästarna med deras egendomligt lysande färger och nästan emaljhårda yta. Det är ett mycket behärskat måleri, som här kommer fram och med strikt penselföring. Men allteftersom åren gick, märker man att den hårda och distinkta teckningen mjuknar, färgerna mister något av sin emaljton, men lystern döljer sig ännu kvar. Kompositionerna hålls dock samman vare sig det gäller stilleben, ett landskap eller ett porträtt. Från denna färgkraftiga epok gled han under sitt sökande efter nya uttrycksmedel över i något som recensenterna kallade kritperiod. Då hade Wihlborg kommit ifrån den färgkraftiga perioden. Tavlorna verkade mera kalla, reflekterat kyliga och opersonliga, även om de i allt bar konstnärens prägel. Från kritperioden sökte sig Wihlborg över till nya uttrycksformer i fråga om färg och under 1950–1960-talen finner man åter färgglädje och värme över dukarna. Under mitten av 1930-talet hamnar konstnären i något, som för den som tidigare njutit av hans manligt behärskande konst, mest av allt verkar revolution. Teckningen och kompositionen håller, men färgerna sprakar. Vore det inte för att rött inte ingår i större utsträckning, skulle man känt sig böjd att tala om fyrverkeri. 
Som porträttör har han även hedrats med offentliga uppdrag, till exempel den temperamålningen som finns på Ystads läroverk som fullbordades i början av 1940-talet och som Prins Eugen, då boende på Österlen, visade ett stort intresse för och berömde konstnärens måleri. Separat ställde han ut i Malmö 1923, 1939, 1941 och 1942 samt i Ystad 1937, 1942, 1947 och 1958 i Landskrona och i Tomelilla 1951. Han var en regelbunden utställare i Skånes konstförenings salonger i Malmö och som medlem i konstföreningen Aura i Lund har han sedan 1928 deltagit i så gott som samtliga av föreningens utställningar i Lund, Malmö, Ystad, Trelleborg, Norrköping och Stockholm. Dessutom medverkade an i Sveriges allmänna konstförening salonger i Stockholm 1919 och 1939. Han tilldelades 1965 Ystads kommuns kulturpris.
Wihlborg bodde på föräldragården i Grimshög, strax utanför Löderup. Han var en trogen son av Österlen. Det var samma trygghet över honom som över det österlenska landskapet och lika litet påträngande var han som denna slätt, som bjuder så oändliga skönhetsvärden för den som kan se, men aldrig tvingat sig på någon.
Hans konst består av stilleben, porträtt och friluftsmåleri huvudsakligen med motiv från hembygden Österlen i Skåne. Bland hans offentliga arbeten märks den större absidmålningen Skolutflykt som han utförde i tempera för Ystads högre allmänna läroverks aula. Wihlborg är representerad vid Malmö museum, Landskrona museum, Kristianstads museum, Ystads konstmuseum, Trelleborgs museum, Skissernas museum, Österlens museum och i Tomelilla konsthall. Han är begravd på Gamla kyrkogården i Löderup.